# Joe Penna
Joe Penna, conocido en línea como MysteryGuitarMan, es un guitarrista, animador, y cineasta. Nació en São Paulo, Brasil. Actualmente vive en Los Ángeles, California. 
En febrero de 2010 se convirtió en el usuario de YouTube brasileño con más suscriptores en su canal, teniendo más de 1.500.000 suscriptores aproximadamente. Sus videos fueron vistos más de 340 millones de veces.

## Formación
Penna asistió a la Universidad de Massachusetts hasta 2007, especializándose en medicina. Mientras cursaba la escuela de medicina, Penna dedicaba su tiempo libre a producir videos en línea. Luego abandonó la escuela de medicina y volvió a la cinematografía, trabajando en videos musicales y comerciales en los alrededores de Boston.
Cuando las oportunidades de cinematografía empezaron a disminuir debido a la crisis de finales de los años 2000, Penna comenzó a producir videos de YouTube a tiempo completo.

## Prensa
En 2007, Penna recibió cobertura de los medios de comunicación después de que su video The Puzzle apareció destacado en la página principal de YouTube.
En 2009, Penna volvió a aparecer en la página principal de YouTube con su video Guitar: Impossible, que ha sido cubierto por De Wereld Draait Door, el programa de mayor índice de audiencia en horario estelar en los Países Bajos. El 6 de diciembre de 2009, Penna fue presentado en FM4, una estación de radio austriaca. El 20 de febrero de 2009, una copia de Guitar: Impossible fue subido por StupidVideos.com y apareció en la primera página MSN.com.
Best Buy anunció a Penna como el ganador de 15.000 dólares de su desafío Tech-U-Out Video Challenge. También fue finalista en la competencia de videos Oreo's Moments.
Recientemente, Ford ha seleccionado Penna como un agente Fiesta para el movimiento 2011 Ford Fiesta.
En 2009, el video Guitar: Impossible fue elegido como uno de los mejores videos de YouTube del 2009. En 2010, el video Root Beer Mozart apareció en el programa matutino de la CNN Morning Express with Robin Meade.